# Betti Alver

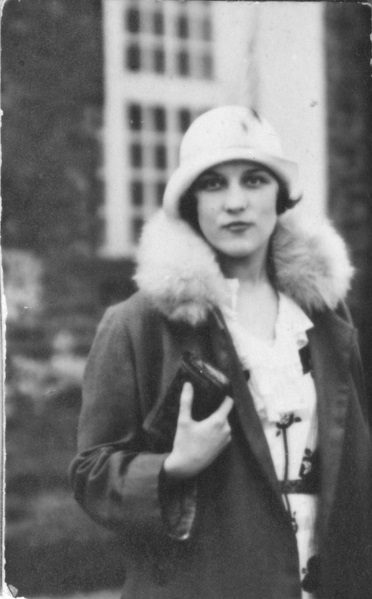
Betti Alver. 1930

Betti Alver (* 10. Novemberjul. / 23. November 1906greg. in Jõgeva; † 19. Juni 1989 in Tartu) war eine estnische Dichterin und Schriftstellerin. Ihr amtlicher Name war Elisabet Alver, seit 1937 Elisabet Talvik und seit 1956 Elisabet Lepik.

## Leben
Betti Alver besuchte von 1914 bis 1917 die nach Puschkin benannte Mädchenschule in Tartu und legte 1924 ihr Abitur in Tartu ab. Von 1924 bis 1927 studierte sie Estnische Sprache und Literatur an der Universität Tartu. Nach dem Studium ließ sie sich als Autorin in Tartu nieder.
Alvers literarische Karriere begann mit der Novelle Vaene väike. Ihr Erstlingsroman Tuulearmuke (1927) gewann kurz nach Erscheinen den 2. Preis eines wichtigen Literaturwettbewerbs. Ab 1931 veröffentlichte sie auch Gedichte, die ihr bald große Anerkennung in der estnischen Literaturszene einbrachten. Daneben übersetzte sie vor allem aus dem Russischen.
Ab 1934 war Betti Alver Mitglied des Estnischen Schriftstellerverbandes. Ende der 1930er-Jahre prägte sie die Literatengruppe Arbujad (deutsch etwa Schamanen), die sich mit philosophisch-ethischer Lyrik einem Neoklassizismus verpflichtet fühlten.
Betti Alver erhielt zahlreiche literarische Auszeichnungen, unter anderem 1967 und 1987 den Juhan-Liiv-Lyrikpreis und 1977 den nach Friedebert Tuglas gestifteten Literaturpreis.
Betti Alver war zweimal verheiratet, zunächst mit dem Dichter Heiti Talvik (1947 während der sowjetischen Deportation in Sibirien gestorben), ab 1956 mit Mart Lepik.
1989 starb Betti Alver in Tartu. In ihrer Heimatstadt Jõgeva wurde zu ihrem Angedenken 2006 das Betti Alveri Muuseum eingerichtet.

## Gedichtprobe
(1939 verfasst, als in Estland Zensur herrschte, 1940 erschienen, nach Erscheinen jedoch vernichtet bzw. verboten.)
Belorbeert einst der Geist am Feuer,

geehrt, geschätzt

den Ochsen briet am Spieß. Und heuer?

Und jetzt?

Es schweigen andachtsvoll die Spießer

und – paradox:

der Geist, der Geist steckt jetzt am Spieße,

doch dreht der Ochs.

(Deutsche Nachdichtung von Jaan Kross.)

## Werke

### Lyrik
- Lugu valgest varesest, 1931
- Tolm ja tuli, 1936
- Luuletused ja poeemid, 1956
- Mõrane peegel, 1962
- Tähetund, 1966
- Uued luuletused ja poeemid, 1968
- Eluhelbed, 1971
- Tuju, 1976
- Lendav linn, 1979
- Korallid Emajões, 1986
- Werke, Band 1: Üle aegade Assamalla; Luuletusi ja poeeme 1931–1988, 1989
- Üle sõnade serva, 2004

### Prosa
- Tuulearmuke, 1927 (Roman)
- Invaliidid, 1930 (Roman)
- Viletsuse komöödia, 1935 (Prosagedicht)
- Werke, Band 2: Tuulearmuke; Invaliidid; Viletsuse komöödia; Kõmpa; Proosa 1927–1976, 1992

## Deutsche Übersetzungen
Von Betti Alver ist auf Deutsch kein eigenständiges Buch erschienen, jedoch sind ihre Gedichte in verschiedene Anthologien aufgenommen worden.
Eine erste größere Auswahl (15 Gedichte) publizierte Ants Oras 1964 in seiner Anthologie Acht estnische Dichter (Stockholm: Verlag Vaba Eesti). Danach erschienen in der Zeitschrift Sowjetliteratur gelegentlich Gedichtproben (8/1972, 6/1980, 1/1989). 1992 brachte Gisbert Jänickes Anthologie Das Leben ist noch neu (Karlsruhe: INFO Verlagsgesellschaft) acht übersetzte Gedichte, von denen einige erneut in der Zeitschrift Estonia (1/1992) veröffentlicht wurden.